# 雷恩S-C
Ryan S-C是一款由雷恩航空公司製造的三座單翼飛機。至少有一架在美國陸軍航空軍服役，名為L-10。

## 發展

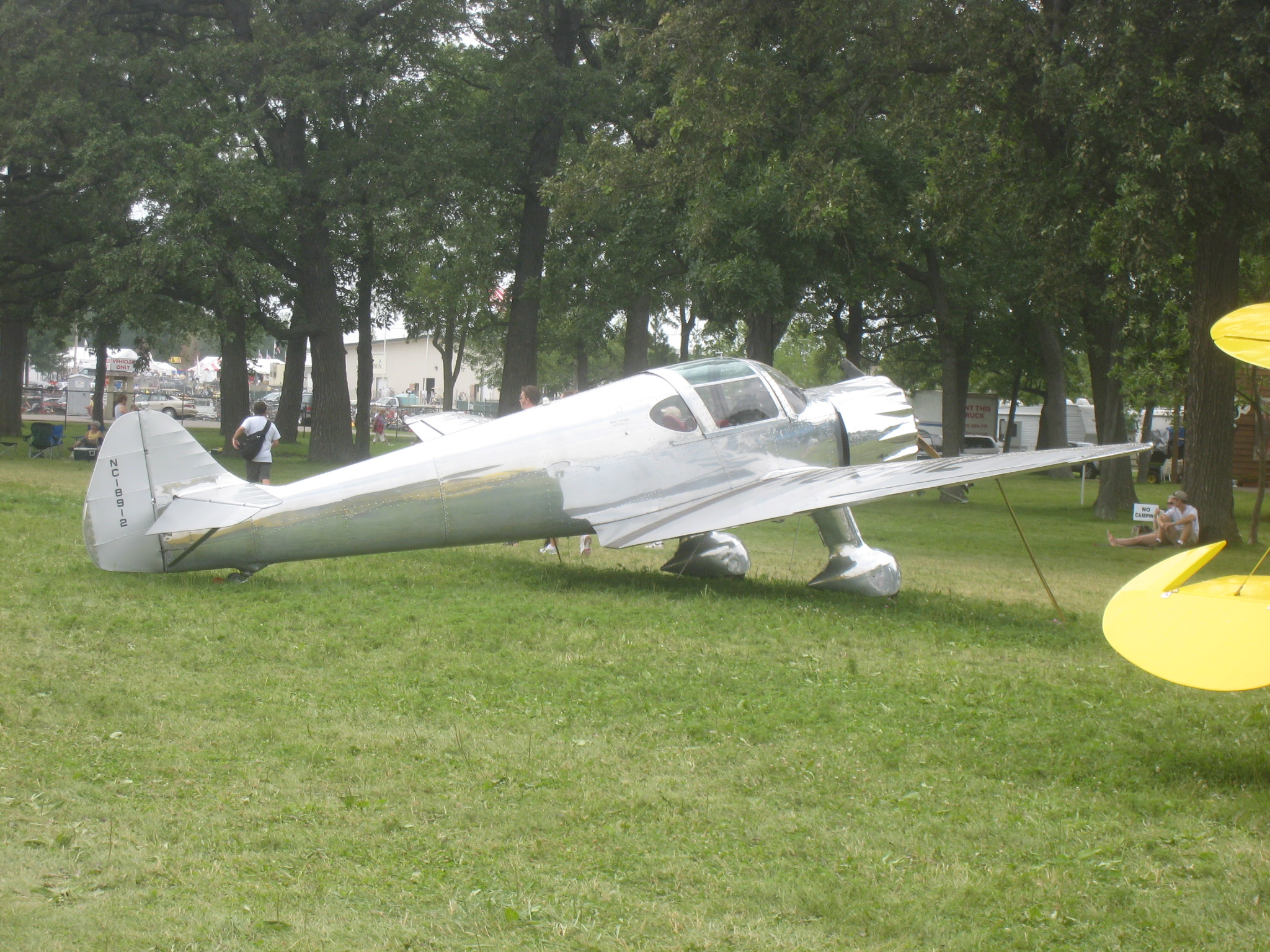
Ryan SCW-145

Ryan S-C是一款帶有固定尾輪起落架的低翼懸臂單翼飛機。原型機於1937年首飛。由於該公司參與為美國軍方生產教練機，S-C 並未真正投入市場，僅製造了 11 架完整的 SC（編號 202 至 212），全部於1938年交付；後來又用零件組裝了另外兩個（1941年的s/n 213 和1959年的s/n 214）。至少有一架——可能多達五架，序號202、203、207、211和212——曾服役於美國民間航空巡邏隊，命名為L-10。
根據卡薩涅雷斯的說法，“翼梁在整個跨度中並不是作為一個整體運行的。金屬'硬殼式翼梁'，有時被稱為“硬殼式翼梁”，是由雷恩開發的，並申請了專利。實際上，翼梁體現了翼樑的完整前三分之一部分。機翼。這個前緣區域被組裝為一個具有主要應力的單一單元，由外蒙皮承受。它通過位於弦長約三分之一處的鼻肋和單個垂直腹板進一步加強。因此機翼的整個前部形成了一個輕但堅固的錐形箱樑。一個分裂式杜拉鋁襟翼，位於機翼下方距前緣約三分之一處，是解決著陸問題的新方法。」

## 型號
S-C later S-C-M
原型機，採用Menasco C4S發動機，後來改裝成S-C-W
S-C-W
量產版本，共12架
L-10
美國陸軍航空軍使用的S-C-W，於1942年投入服役，並於1944年11月除役
後期修改版本
兩架採用大陸公司發動機的S-C-W

## 參考

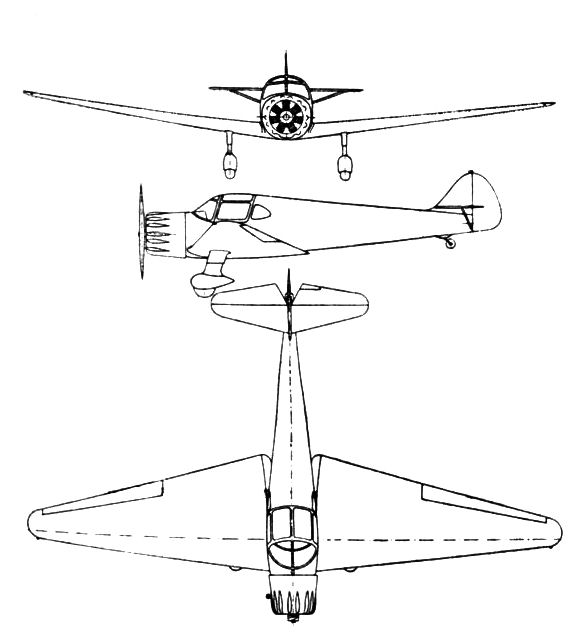
Ryan SCW 3-view drawing from L'Aerophile January 1938

## 外部連結
维基共享资源上的相關多媒體資源：雷恩S-C